# Jimei
Jimei, tidigare romaniserat Tsimei, är ett stadsdistrikt i Xiamens subprovinsiella stad i provinsen Fujian i sydöstra Kina.
Jimei är indelat i fyra stadsdelsdistrikt, två köpingar och två administrativa enheter på sockennivå.
Stadsdelsdistrikt (jiedao):

- Jimei (集美街道)
- Qiaoying (侨英街道)
- Xingbin (杏滨街道)
- Xinglin (杏林街道)

Köpingar (zhen):

- Guankou (灌口镇)
- Houxi (后溪镇)

Områden på sockennivå:
- Bantou Fanghu Linchang skogsbruk (坂头防护林场)
- Sheng Tianma Zhongzhu Chang jordbruk (省天马种猪场)